# Bara Batu
Bara Batu is een bestuurslaag in het regentschap Padang Lawas van de provincie Noord-Sumatra, Indonesië. Bara Batu telt 187 inwoners (volkstelling 2010).